# Фарсьен
Фарсье́н (фр. Farciennes, валлон. Fårcene) — коммуна в Валлонии, расположенная в провинции Эно, округ Шарлеруа. Принадлежит Французскому языковому сообществу Бельгии. На площади 10,39 км² проживают 11 099 человек (плотность населения — 1069 чел./км²), из которых 47,82 % — мужчины и 52,18 % — женщины. Средний годовой доход на душу населения в 2003 году составлял 9 007 евро.
Почтовый код: 6240. Телефонный код: 071.